# Novi Zavoj
Novi Zavoj (cyr. Нови Завој) – wieś w Serbii, w okręgu pirockim, w mieście Pirot. W 2011 roku liczyła 1373 mieszkańców.